# Bande de bras Kurland

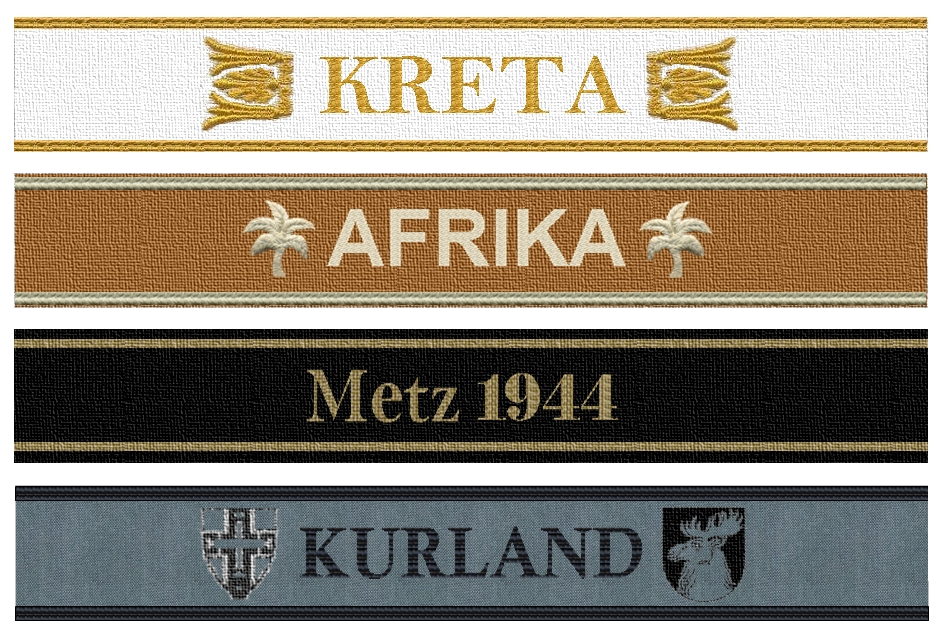
Ȧrmelband Kurland

La bande de bras « Kurland », ou Ärmelband Kurland , est créé par Adolf Hitler le 12 mars 1945, pour distinguer les combattants allemands du Groupe d'armées Courlande.

## Attributions
Cette distinction était décernée à tout soldat de la Heer, de la Kriegsmarine, de la Luftwaffe, mais aussi aux soldats de la Waffen-SS combattant dans la Poche de Courlande en Lettonie pour éviter l'encerclement par l'Armée rouge sous une des conditions suivantes :
- Avoir pris part à 3 combats
- Avoir été blessé lors d'affrontements
- Séjour ininterrompu de trois mois dans la zone du groupe d'armées Courlande

L'attribution de la bande de bras Kurland commence le 20 avril 1945. 
En plus de l'obtention de la bande, la distinction était mentionnée dans le Soldbuch (livret militaire).

## Présentation

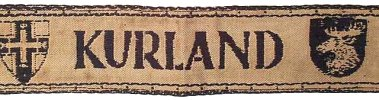
Bande de bras Kurland

Le brassard (environ 220 mm par 38 mm) se compose d'un tissu de couleur gris foncé. L'inscription KURLAND en lettres majuscules est réalisée en fil noir, placée au centre. En bordure haute et basse de la bande de bras est réalisé un liseré en fil de couleur noir. De chaque côté de l'inscription KURLAND sont brodés toujours en couleur noire 2 blasons. Celui de droite représente une tête d'élan, blason de la ville de Jelgava, capitale de la Courlande et celui de gauche, une croix baltique (croix du Grand Maître de l'ordre Teutonique.)
La bande de bras Kurland a été réalisée directement sur place dans une usine à Kuldīga.

## Port
Le récipiendaire de la bande de bras Kurland devait la broder sur ses tenues, sur le bras gauche au-dessus du poignet.
Du fait de la proximité de la fin de la guerre et la capture ou décès de la plupart des récipiendaires, il y a peu de documents montrant le port de cette bande de bras, un grand nombre des récipiendaires n'ayant même pas eu le temps de la coudre.

## Sources
- (de) Kurt-Gerhard Klietmann, Auszeichnungen des Deutschen Reiches. 1936–1945, Motorbuch, Stuttgart, 1981.

## Liens
- (de) « Bande de bras Kurland », sur lexikon-der-wehrmacht.de